# Vanessa Bell Calloway
Vanessa Bell Calloway (Toledo, Ohio; 20 de marzo de 1957) es una actriz estadounidense. Iniciando su carrera como bailarina, Bell Calloway obtuvo reconocimiento por interpretar el papel de la princesa Imani Izzi (esposa de Eddie Murphy) en la película cómica de 1988 Coming to America. En los siguientes años, Bell Calloway apareció en producciones como What's Love Got to Do with It (1993), The Inkwell (1994), Crimson Tide (1995) y Daylight (1996). Bell Calloway ha aparecido en una gran cantidad de series de televisión, incluyendo Under One Roof, Hawthorne y Shameless.

## Filmografía

### Cine
| Año  | Título                           | Papel                   | Notas |
| ---- | -------------------------------- | ----------------------- | ----- |
| 1987 | Number One with a Bullet         |                         |       |
| 1988 | Coming to America                | Imani Izzi              |       |
| 1989 | Death Spa                        | Marci Hewitt            |       |
| 1992 | Bébé's Kids                      | Jamika                  | Voz   |
| 1992 | Why Colors?                      |                         | Corto |
| 1993 | What's Love Got to Do with It    | Jackie                  |       |
| 1994 | The Inkwell                      | Francis Phillips        |       |
| 1995 | Crimson Tide                     | Julia Hunter            |       |
| 1996 | Daylight                         | Grace Calloway          |       |
| 1996 | The Cherokee Kid                 | Abby Holsopple          |       |
| 1998 | Archibald the Rainbow Painter    | Diana                   |       |
| 1998 | When It Clicks                   | Catherine Douglass      | Corto |
| 2001 | The Brothers                     | Dra. Thelma Woolridge   |       |
| 2001 | All About You                    | Donna                   |       |
| 2002 | Dawg                             | Christine Hodges        |       |
| 2003 | Biker Boyz                       | Anita                   |       |
| 2003 | Love Don't Cost a Thing          | Vivian Johnson          |       |
| 2003 | Cheaper by the Dozen             | Diana Philips           |       |
| 2007 | Stompin'                         | Sra. Jackson            |       |
| 2008 | Lakeview Terrace                 | Dorrie                  |       |
| 2009 | Truly Blessed                    | Lynda                   |       |
| 2009 | Aussie and Ted's Great Adventure | Sra. Jones              |       |
| 2009 | The Killing of Wendy             | Wendy                   |       |
| 2012 | The Undershepherd                |                         |       |
| 2012 | The Last Fall                    | Marie Bishop            |       |
| 2012 | The Obama Effect                 | Molly Thomas            |       |
| 2012 | A Beautiful Soul                 |                         |       |
| 2013 | Holla II                         | Marion                  |       |
| 2015 | Message from a Mistress          | Heather                 |       |
| 2015 | The Preacher's Son               | Elena                   |       |
| 2015 | The Bounce Back                  | Ellen                   |       |
| 2015 | Medicine Men                     | Eve                     |       |
| 2015 | LAPD African Cops                |                         |       |
| 2015 | Hustle vs. Heartache             |                         |       |
| 2016 | Southside with You               | Marian Shields Robinson |       |
| 2018 | Unbroken: Path to Redemption     | Lila Burkholder         |       |
| 2018 | Dragged Across Concrete          | Jennifer Johns          |       |
| 2019 | Thriller                         | Sra. Jackson            |       |
| 2019 | Harriet                          |                         |       |
| 2021 | Coming 2 America                 | Imani Izzi              |       |
| 2025 | One of Them Days                 | Mama Ruth               |       |

### Televisión
- Saints & Sinners (2016) - Lady Ella Johnson